# Alain van Crugten
Alain van Crugten, né en 1936 à Bruxelles, est un écrivain, essayiste et traducteur belge de langue française.

## Biographie
Alain van Crugten  est né et vit à Bruxelles. Après des études de langues germaniques, puis de langues slaves, lors desquelles il travaille avec Marian Pankowski et Claude Backvis, il se spécialise en polonais. En mission de recherche à Varsovie de 1966 à 1968, il entame une thèse de doctorat. Publiée en 1970 sous le titre S. I. Witkiewicz. Aux sources d’un théâtre nouveau, elle est le premier ouvrage jamais consacré à cet important écrivain et artiste polonais. Il est nommé professeur de littérature comparée et de lettres slaves à l'Université libre de Bruxelles.
Outre Witkiewicz, dont il traduit la presque totalité des œuvres, il publie en français plus de 80 traductions d'auteurs polonais, néerlandais, russes, tchèques et anglais, parmi lesquels les Polonais Pankowski, Różewicz, Bruno Schulz, Gombrowicz et Mrożek, l’Anglais Robert Nye, le Tchèque Čapek et le Russe Zinoviev. En 1985 paraît sa traduction du chef d’œuvre du Flamand Hugo Claus Le Chagrin des Belges. Il fera ensuite paraître de nombreux romans et pièces de Claus, puis de l’autre grand écrivain néerlandophone de Belgique Tom Lanoye.
En 2014, il revient à la traduction du polonais avec les œuvres complètes de Bruno Schulz sous le titre Récits du treizième mois. En 2019, il remanie entièrement sa première traduction du grand roman de Witkiewicz, L'Inassouvissement, dont la première version datait de 1970.
Dans un entretien il explique ses choix de traductions : « J'ai presque toujours traduit des auteurs qui jouaient avec la langue. Cela me permettait, dans une mesure évidemment restreinte, de jouer moi aussi, d'être un peu plus créatif moi aussi. ».
En 1987 il écrit son premier texte personnel Le Catastrophiste. Il est ensuite l'auteur de pièces de théâtre, de recueils de nouvelles et de romans, dont Korsakoff, qui obtint en Belgique le Prix Rossel des Jeunes. Plusieurs de ses œuvres sont traduites en néerlandais, polonais, allemand, roumain, italien, bulgare.
Il publie également des essais dans le domaine de la littérature, de l'histoire et de la traduction littéraire.

## Principaux prix et récompenses
- 1986 : Prix Halpérine-Kaminsky de la Société des Gens de Lettres, pour la traduction du Chagrin des Belges de Hugo Claus[réf. nécessaire]
- 1998 : Prix Martinus-Nijhoff, pour ses traductions du néerlandais en français[réf. nécessaire]
- 2003 : Prix Victor-Rossel des jeunes, pour le roman Korsakoff[3].
- 2003 : Prix F. Denayer de l’Académie Royale de langue et de littérature française (pour l’ensemble de l’œuvre)[réf. nécessaire]
- 2013 : Prix des Phares du Nord, pour La Langue de ma mère, traduction de Sprakeloos, de l’écrivain flamand Tom Lanoye[réf. nécessaire]
- 2017 : Prix Laure Bataillon, pour la traduction des œuvres de fiction complètes de Bruno Schulz.[réf. nécessaire]

## Publications

### Romans et nouvelles
- Des Fleuves impassibles, L'Age d'Homme, 1997.
- Spa si beau, L'Age d'Homme, 1998.
- Personnes déplacées,, L'Age d'Homme, 2000.
- Korsakoff, Editions Luce Wilquin, 2003, Prix Rossel des Jeunes 2004
- Bibardu, Luce Wilquin, 2005.
- STEF et autres fictions, Luce Wilquin, 2005.
- Pourquoi pas moi ?, Averbode, 2006.
- Principessa, Luce Wilquin, 2008.
- En étrange province, L'Age d'Homme, 2014.
- La Rébrolution et autres histoires à demi belges, L’Age d’Homme, 2015.
- Ma Lodoïska, Pirus, Bruxelles, 2021..
- La Dictature des ignares, MEO, Bruxelles, 2023
- Marolles, MEO, Bruxelles, 2024
- Korsakoff, réédition, MEO, Bruxelles, 2024.
- Méli-mélo et tordu-bohu, Pirus, Bruxelles, 2025

### Théâtre
- Diable!, L'Age d'Homme, 1993.
- « Le Catastrophiste », dans Personnes déplacées, L'Age d'Homme, 2000.
- Le regard persan, Bruxelles, Scènes, 2000.
- Stef, dans Stef et autres fictions, Luce Wilquin, 2005.
- Coming Out, L'Age d'Homme, 2015  -- Cinq pièces : Coming Out, Case départ, Lisez Freud, nom de Dieu !, Le Cabriolet, Don Juan et Faust.
- Bruno Schulz ou La Grande hérésie, CEP, 2015.
- Pasticcio, 2 pièces courtes, Pirus, Bruxelles, 2024

### Principales traductions
- Stanisław Ignacy Witkiewicz (trad. Alain van Crugten, (23 pièces),), Théâtre Complet, vol. 6, L'Age d'Homme, 1969-1976.
- Stanisław Ignacy Witkiewicz (trad. Alain van Crugten), L'inassouvissement, L'Age d'Homme, 1970. Edition entièrement revue : Noir sur Blanc, 2019
- Stanisław Ignacy Witkiewicz (trad. Alain van Crugten), L'Adieu à l'automne, L'Age d'Homme, 1972.
- Stanisław Ignacy Witkiewicz (trad. Alain van Crugten), Les 622 Chutes de Bungo, L'Age d'Homme, 1976.
- Stanisław Ignacy Witkiewicz (trad. Alain van Crugten), L'inassouvissement, Noir sur Blanc, 2019.
- Marian Pankowski (trad. Alain van Crugten, (8 pièces)), Théâtre Complet, vol. 2, L'Age d'Homme, 1972-1978.
- Marian Pankowski (trad. Alain van Crugten), Rudolf, L'Age d'Homme, 1982.
- Marian Pankowski (trad. Alain van Crugten), Mon Roi vaincu (théâtre), L'Age d'Homme, 2003.
- Marian Pankowski (trad. Alain van Crugten), Voyage des parents de ma femme à Treblinka (théâtre), L'Age d'Homme, 2003.
- Hugo Claus (trad. Alain van Crugten), Le Chagrin des Belges, Julliard, 1985.
- Hugo Claus (trad. Alain van Crugten), Honte, Acte Sud, 1987.
- Hugo Claus (trad. Alain van Crugten), L'espadon, De Fallois, 1989.
- Hugo Claus (trad. Alain van Crugten), Belladonna, De Fallois, 1995.
- Hugo Claus (trad. Alain van Crugten), La Rumeur, De Fallois, 1997.
- Hugo Claus (trad. Alain van Crugten), Le passé décomposé, Le Seuil, 2000.
- Hugo Claus (trad. Alain van Crugten), Le dernier lit  et autres récits, Le Seuil, 2003.
- Hugo Claus (trad. Alain van Crugten), Mort de chien, Haÿez-Lansman, 2010.
- Hugo Claus (trad. Alain van Crugten, série télévisée, 5 épisodes), Thyl l'Espiègle.
- Tom Lanoye (trad. Alain van Crugten), Méphisto for ever, éd. Lanoye & Toneelhuis, 2007.
- Tom Lanoye (trad. Alain van Crugten), Atropa, La vengeance de la paix, éd. Lanoye & Toneelhuis, 2008.
- Tom Lanoye (trad. Alain van Crugten), La Langue de ma mère, La Différence, 2011).
- Tom Lanoye (trad. Alain van Crugten), Sang et Roses, Actes Sud Papiers, 2011.
- Tom Lanoye (trad. Alain van Crugten), Mamma Medea, Actes Sud Papiers, 2011.
- Tom Lanoye (trad. Alain van Crugten), La forteresse Europe, La Différence, 2012.
- Tom Lanoye (trad. Alain van Crugten), Les boîtes en carton, La Différence, 2013.
- Tom Lanoye (trad. Alain van Crugten), Tombé du ciel, La Différence, 2013.
- Tom Lanoye (trad. Alain van Crugten), Troisièmes Noces, La Différence, 2014.
- Tom Lanoye (trad. Alain van Crugten), Esclaves heureux, La Différence, 2015.
- Tom Lanoye (trad. Alain van Crugten), Gaz – Plaidoyer d’une mère damnée, La Différence, 2016.
- Tom Lanoye (trad. Alain van Crugten), Décombres flamboyants, Le Castor Astral, 2019.
- Tom Lanoye (trad. Alain van Crugten), Un Fils de boucher à petites lunettes, MEO, Bruxelles, 2024
- Karel Čapek (trad. Alain van Crugten), Le Météore, Lausanne, Paris, L'Âge d'homme, 1975.
- Karel Capek (trad. Alain van Crugten), La Maladie blanche, La Différence, 2011. Réédition: Editions du Sonneur, Paris, 2022.
- Bruno Schulz (trad. Alain van Crugten), Récits du treizième mois (Œuvres de fiction complètes), L'Âge d'Homme, 2014.
- Robert Nye (trad. Alain van Crugten), Faust, Julliard, 1986. Rééd. : Noir sur Blanc, 2022.
- Alexandre Zinoviev (trad. Alain van Crugten), Gaietés de Russie, Complexe, 1991.
- Joost Zwagerman (trad. Alain van Crugten), La Chambre sous-marine, Calmann-Lévy, 1994.
- Thomas Rosenboom (trad. Alain van Crugten), Le danseur de tango, Stock, 2006.
- Lot Vekemans (trad. Alain van Crugten), Sœur de, Espaces 34, 2010).
- Lot Vekemans (trad. Alain van Crugten), Poison, Espaces 34, 2011.

### Principaux essais
- Alain van Crugten, S. I. Witkiewicz - Aux sources d'un théâtre nouveau, L'Age d'homme, 1971, 385 p..
- Alain van Crugten (dir.), La Pologne au XXe siècle, Bruxelles, Paris, Université libre de Bruxelles, 2001.
- Cahiers Witkiewicz , 5 vol., Lausanne, Alain van Crugten - L'Age d'Homme, 1977-1984.